# Cowley (Wyoming)
Cowley ist ein Ort mit dem Status Town im Big Horn County im US-Bundesstaat Wyoming. Das U.S. Census Bureau hat bei der Volkszählung 2020 eine Einwohnerzahl von 762 ermittelt.

## Geografie
Cowley liegt im nördlichen Teil des Bighorn Basin, westlich der Bighorn Mountains und südwestlich der Pyror Mountains im äußersten Norden von Wyoming auf einer Höhe von 1216 m. Der Ort liegt nördlich des Sage Creek, der in südöstliche Richtung fließt und bei Lovell in den Shoshone River mündet. Cowley liegt 8 km nordwestlich von Lovell, 10 km östlich von Deaver sowie 10 km nordöstlich von Byron. Durch den Ort führen die hier gebündelt verlaufenden Highways US-310 und WYO-789 im Verlauf von Lovell über Cowley, Deaver und Frannie ins Carbon County in Montana. Nördlich von Cowley liegt mit dem North Big Horn County Airport zudem einer von zwei Flugplätzen im Big Horn County.

## Geschichte
Cowley wurde am 2. Mai 1900 von einer Gruppe von Pionieren der Kirche Jesu Christi der Heiligen der Letzten Tage besiedelt und im Jahr 1907 zur Town erhoben. Der Ort ist nach Matthias F. Cowley benannt, der die erste Gruppe von Siedlern anführte. Nach einem Treffen mit William F. Cody erhielten die Siedler eine Genehmigung zum Bau eines Bewässerungskanals, der Wasser vom Shoshone River nach Cowley transportieren sollte. Der Sidon-Kanal wurde im Jahr 1904 fertiggestellt. Im September 1910 wurde mit der Big Horn Academy die erste High School in Cowley eröffnet. Im Jahr 1983 wurde die Schule geschlossen, 2010 wurde jedoch die Rocky Mountain High School von Byron in ein neues Schulgebäude nach Cowley verlegt. Das ehemalige Big Horn Academy Building ist heute als Big Horn Academy Historic District im National Register of Historic Places eingetragen.
Im frühen 20. Jahrhundert betrieb die Chicago, Burlington and Quincy Railroad (CB&Q) die Big Horn Railroad, die entlang des Bighorn Rivers durch das Bighorn Basin verlief und von Billings über Frannie und vorbei an Cowley nach Lovell und Greybull führte. Der Personenverkehr wurde 1967 eingestellt. Die CB&Q wurde 1970 Teil der Burlington Northern Railroad, die wiederum 1995 in der BNSF Railway aufging. Die südlich von Cowley verlaufende Bahnstrecke wird von der BNSF Railway als Casper Subdivision (Douglas/Bridger Jct.–Casper–Laurel) für den Güterverkehr genutzt.

## Demographie
Nach der Volkszählung im Jahr 2020 lebten in Cowley 762 Menschen in 193 Haushalten. Die Bevölkerungsdichte beträgt 337 Einwohner je km². Ethnisch betrachtet setzte sich die Bevölkerung zusammen aus 92,39 % Weißen und 5,25 % mit spanischer oder lateinamerikanischer Abstammung. 5,25 % stammten von zwei oder mehr ethnischen Gruppen ab. Die durchschnittliche Familiengröße lag bei 3,8 Personen. Das Durchschnittsalter betrug 31,3 Jahre.